# Orthosia odiosa
Orthosia odiosa là một loài bướm đêm trong họ Noctuidae.